# Văn học Đại Việt thời Lý
Văn học đời Lý là thời kỳ đầu của nền văn học Việt Nam được hình thành trong giai đoạn lịch sử của nhà Lý (1009-1225).

## Đặc điểm chính
Về lịch sử, xem bài chính Nhà Lý.
Thời Lý, sự ảnh hưởng của đạo Phật (đã có căn bản từ triều Đinh-Lê) đến chính trị, văn hóa và văn học trở thành một đặc điểm nổi bật trong thời kỳ lịch sử này. Sách Việt Nam cổ Văn học sử của Nguyễn Đổng Chi ghi lại Trong thế kỷ 10, cửa chùa đã đóng một vai trò quan trọng về văn học. Cũng vì thế mà Đạo Phật ở Việt Nam từ đó càng lắm tín đồ và được chính phủ vị nể.
Các tăng sĩ đời Lý học hiểu rất rộng, uyên thâm Hán học, họ là những người tài giỏi và hay chữ nhất trong xã hội. Khi lực lượng nhà Nho chưa đủ nhiều để tham gia chính sự thì triều đình thường vời đến các bậc cao tăng trưởng lão. Cũng do tính chất độc tôn của đạo Phật trong đời sống tinh thần dân tộc đã dẫn đến nhu cầu rộng rãi trong nhân dân muốn tìm hiểu, học tập những vấn đề triết lý của đạo Phật. Để đáp ứng nhu cầu đó, bên cạnh việc thuyết giảng, các nhà sư còn tìm cách truyền phổ đạo Phật bằng cách thể hiện các nội dung triết lý vốn rất trừu tượng khó hiểu qua hình thức các bài kệ ngắn gọn, sinh động, dễ nhớ, dễ hiểu để giúp người học đạo được thuận lợi hơn trong quá trình nghiên cứu, học tập.
Một đặc điểm ngôn ngữ quan trọng là văn tự được viết bằng chữ Hán nên chủ yếu, chỉ có các tầng lớp vua, quan, nhà sư mới có đủ trình độ uyên bác để sử dụng chữ viết và sáng tác thơ văn.

## Tình hình văn học
Các tác phẩm trong Thiền Uyển tập anh1 được xem những thành tựu ban đầu của văn học thời kỳ này và vẫn còn được lưu giữ cho đến ngày nay. Đặc điểm nổi bật của văn học đời Lý là lực lượng các nhà sư sáng tác chiếm đa số trên văn đàn. Có khoảng hơn 40 nhà sư sáng tác với những tên tuổi tiêu biểu như Mãn Giác, Viên Chiếu, Viên Thông, Không Lộ, Quảng Nghiêm... Các nhà sư đời Lý đã góp phần không nhỏ vào kho tàng văn học cổ Việt Nam. Định hướng sáng tác của các nhà sư tuy tập trung thuyết lý cho đạo Phật nhưng vẫn chứa đựng những yếu tố xã hội tích cực và có giá trị văn học.
Bên cạnh đó, bắt đầu từ thời Lý, truyền thống yêu nước trong văn học hình thành và phát triển trong các giai đoạn sau. Chủ đề yêu nước trong mỗi tác phẩm thể hiện ở những cung bậc trầm hùng khác nhau nhưng ý nghĩa chung nhất vẫn là tiếng nói lạc quan, mang tính thời đại, tiếng nói tự hào của một dân tộc đang vượt qua nhiều thử thách.
Dưới hình thức này hay hình thức khác, sự phong phú của văn học thời kỳ này biểu hiện tính chất dung hòa nhất giữa Phật giáo-Nho giáo và các tín ngưỡng dân gian thuần túy của dân tộc. Tính chất trang trọng trong ngôn ngữ biểu hiện (chữ Hán), tính uyên bác trong chiều sâu tư tưởng... khiến cho văn học đời nhà Lý trở thành một đỉnh cao, ảnh hưởng sâu rộng đến đời Trần mà gần nhiều thế kỷ văn học trung đại nối tiếp khó bề sánh kịp. Tuy mức độ ảnh hưởng và quảng bá văn chương không đi sâu vào tầng lớp bình dân nhưng văn học đời Lý vẫn khẳng định được giá trị bác học độc đáo của mình. Thời kỳ này, văn học dân gian vẫn độc lập phát triển.